# Fritz Baltruweit

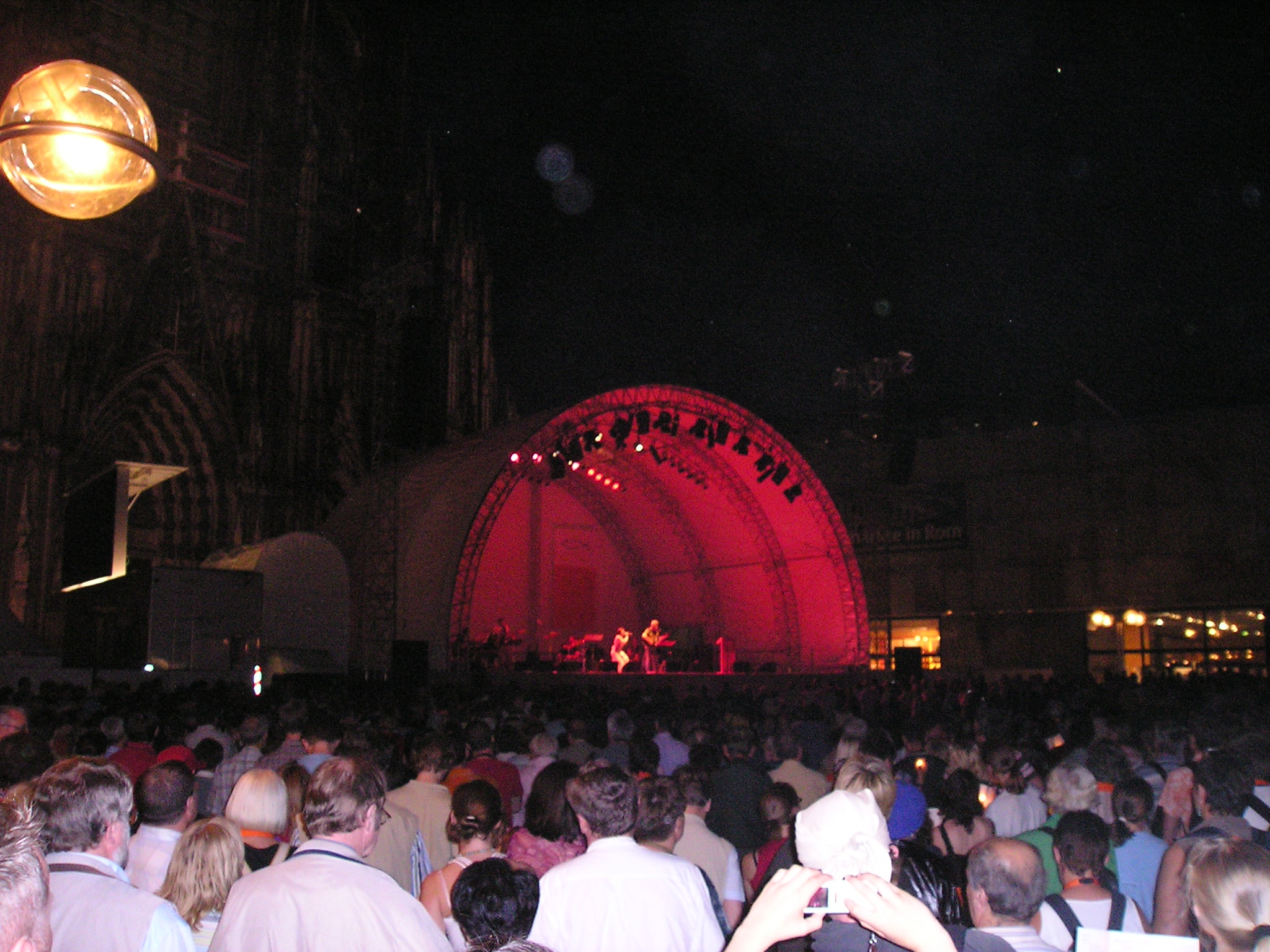
Studiogruppe Baltruweit beim Evangelischen Kirchentag 2007 in Köln am 8. Juni 2007

Fritz Baltruweit (* 28. Juli 1955 in Gifhorn) ist ein evangelisch-lutherischer Pastor und Liedermacher.

## Leben
Baltruweit studierte evangelische Theologie und war ab Februar 1984 Pastor an der Stephanus-Kirchengemeinde in Garbsen-Berenbostel. 1992 wurde er Studienleiter am Predigerseminar Loccum. Zwischen 1998 und 2001 arbeitete er im Christus-Pavillon auf dem Messe/Expo Gelände in Hannover und war dort für die Programmgestaltung verantwortlich. Ab 2001 arbeitete er im Referat für Projekte und Öffentlichkeitsarbeit in der heutigen Serviceagentur (2002 bis 2025 Haus kirchlicher Dienste) der hannoverschen Landeskirche und ab 2004 auch als Referent im Evangelischen Zentrum für Gottesdienst und Kirchenmusik der Evangelisch-lutherischen Landeskirche Hannovers im Michaeliskloster Hildesheim mit dem Schwerpunkt Gottesdienst. Zudem arbeitete er in der Kur- und Urlauberseelsorge der Landeskirche mit. Im November 2020 wurde er in den Ruhestand verabschiedet.

### Kirchentage und Ökumene
Baltruweit war langjähriger Mitarbeiter beim Deutschen Evangelischen Kirchentag, wo er auch teilweise sein Vikariat absolviert hat.
Er war tätig für den Lutherischen Weltbund und beim Ökumenischen Rat der Kirchen.
Seit 1977 macht er Musik mit der eigenen Studiogruppe Baltruweit. Er war Mitglied der Ökumenischen Textautoren- und Komponisten-Gruppe der Werkgemeinschaft Musik e. V. und der AG Musik in der Ev. Jugend e. V., heute Textautoren- und Komponistengruppe TAKT.
Beim Kirchentag 2025 in Hannover hat Baltruweit mit einem Konzert in der Marktkirche seinen Abschied gefeiert. Er hat seit 1977 an 30 Kirchentagen als Musiker und Aktiver teilgenommen.
Baltruweit komponierte mehr als tausend Neue Geistliche Lieder. Verschiedene davon fanden Aufnahme im katholischen Gotteslob, im Gesangbuch der Evangelisch-methodistischen Kirche, im Evangelischen und Mennonitischen Gesangbuch. Bei der Hälfte seiner Lieder schrieb er auch den Text. (Stand: April 2025)

## Kompositionen (Auswahl)
- Wo ein Mensch Vertrauen gibt (1977; Text: Hans-Jürgen Netz [1975]; EG 604; MG 479)
- Fürchte dich nicht (Deutscher Evangelischer Kirchentag 1981; EG 630)
- Freunde, dass der Mandelzweig (1981; Text: Schalom Ben-Chorin [1942] nach Jeremia 1,11; EG Regionalteile; MG 483)
- Gott gab uns Atem, damit wir leben (1982; Text: Eckart Bücken [1982]; EG 432; GL 468; MG 463)
- Ich sing dir mein Lied (1994; Melodie aus Brasilien; MG 44; EG Ergänzungsband19; EGplus 96)
- In der Mitte der Nacht (1978; Text: Sybille Fritsch; GL 827)
- Ich sing für dich (2011)
- Jeder Mensch braucht einen Engel (2008)
- Mitten am Tag (2008; Text: Eugen Eckert)
- Du bist heilig (1991; Melodie: Per Harling; GL 859)
- Lieber Gott, ich danke dir (1982; Text: Marianne Schmidt; EG 645)
- Vertrauen wagen (1983; EG 607)